# Richard van der Borght
Richard van der Borght, född 18 januari 1861 i Potsdam, död 16 april 1926 i Berlin, var en tysk nationalekonom och statistiker.
Borght blev filosofie doktor i Halle an der Saale 1883 och antog därefter anställning som handelskammarens sekreterare i Aachen 1883 och Köln 1890 samt utnämndes 1892 till professor i nationalekonomi vid Tekniska högskolan i Aachen. Han kallades 1900 till tjänstgörande och 1901 till föredragande råd (med geheimeregeringsråds titel) i inrikesdepartementet och blev 1904 president för statistiska centralbyrån i Berlin.
I sin doktorsavhandling behandlade han aktiebolagsväsendets betydelse (1883) och ägnade sig sedermera främst åt även närings-, särskilt handels- och kommunikations-, samt socialpolitik. Till den av Verein für Socialpolitik utförda undersökningen av mellanhändernas inflytande på priserna bidrog han med en omfattande avhandling (i "Schriften des Vereins für Socialpolitik", XXXVI, l, 1888) och författade till den av Kuno Frankenstein utgivna "Hand- und Lehrbuch der Staatswissenschaften" delarna Das Verkehrswesen (1894), Handel und Handelspolitik (1900) och Grundzuge der Sozialpolitik (1904) samt utgav i "Sammlung Göschen" kortare läroböcker i finansvetenskap (1902) och näringspolitik (1903), som utgavs i flera upplagor. Han ledde den stora tyska utredningen om kartellväsendet (från 1903). Som ordförande i tyska fastighetsägarförbundet utgav han ströskrifter och föredrag i frågor, som berörde detta förbund, bland annat i samband med hyresreglering under första världskriget. Åren 1898–1901 var han ledamot av lantdagen.